# Werner Thal
Werner Thal (* 1948 in Eppstein) ist ein deutscher Drehbuchautor. Er ist verheiratet mit der Schauspielerin Corinna Beilharz und hat mit ihr zwei Kinder. Er lebt in München.

## Werdegang
Bekannt wurde er 1981 durch den Fernsehfilm Taunusrausch. Es folgten zahlreiche weitere Filme.
Werner Thal schrieb das Drehbuch zu Engelchen flieg und Das Leuchten der Sterne, Regie führte Adolf Winkelmann. Beide Spielfilme thematisieren das Leben einer Familie mit einem behinderten Kind und verarbeiten so in einem fiktiven Format die Lebenssituation von Corinna Beilharz und Werner Thal. Werner Thals Ehefrau, die Schauspielerin Corinna Beilharz spielt Hanna Koller. Die wirklichen Kinder der beiden, die körperbehinderte Marlene Beilharz und ihr Bruder Moritz Beilharz spielen die Film-Kinder. Die Familie wurde für Engelchen flieg für den Grimme-Preis nominiert.
In Zusammenarbeit mit Max Zihlmann verfasst er Drehbücher.
Werner Thal erhielt 2008 den ver.di Filmpreis für das Drehbuch zum Film Das Leuchten der Sterne.
Seine Erfahrungen aus den 1968er Jahren verarbeitete er 2018 im Artikel "Der Kinderkreuzzug von Hofheim" für das Goethe-Institut Japan.

## Filmografie
- 2007: Das Leuchten der Sterne – Regie: Adolf Winkelmann
- 2004: Engelchen flieg – Regie: Adolf Winkelmann
- 1997: Die Feuerengel – Prüfungen.
- 1997: Todsünden – Die zwei Gesichter einer Frau mit Norbert Ehry
- 1997: Schwurgericht: Saskia – Schwanger zum Sex gezwungen urspr. Brüder (Titel von der Redaktion geändert) mit Max Zihlmann
- 1996: Schwurgericht: Zeugin der Anklage – Hilfe, lasst mich leben! mit Max Zihlmann
- 1995: Ein Fall für zwei – Ein anständiger Mörder.
- 1994: Faust – Jagd auf Mephisto mit Max Zihlmann
- 1985: Die Sache ist gelaufen – Regie: Rainer Wolffhardt
- 1981: Taunusrausch – Regie: Peter Adam